# Thierry Louvet
Pour les articles homonymes, voir Louvet.
Thierry Louvet (dit L'Indien de la rade), né le 5 octobre 1962 à Toulon (Var), est un joueur et entraîneur de rugby à XV français qui évoluait au poste de troisième ligne aile au sein de l'effectif du Rugby club toulonnais. 
Les amateurs de rugby "un peu viril" se souviendront qu'il faisait partie de ces fameux guerriers toulonnais, au même rang qu'Éric Champ, dont la force de dissuasion ne résidait pas que dans des mots et des paroles. Son look caractéristique, la rugosité de ses plaquages ont fait la réputation de ce joueur. 
Thierry Louvet est le reflet d'une certaine époque du rugby dans laquelle les liens entre les joueurs et les mentalités locales jouaient une part importante dans la performance de l'équipe, le stade Mayol concentrant toute cette énergie et fougue toulonnaise.[réf. nécessaire]

## Carrière

### Joueur
- RC Toulon

### Entraîneur
- 2004-2006 : RC Toulon (associé à Aubin Hueber)

| Saison      | Club      | Division | Poste  | Classement                | Coupe d'Europe | Challenge européen |
| ----------- | --------- | -------- | ------ | ------------------------- | -------------- | ------------------ |
| 2004 - 2005 | RC Toulon | PRO D2   | Avants | Champion de France PRO D2 | -              | -                  |
| 2005 - 2006 | RC Toulon | Top 14   | Avants | 14e                       | -              | Éliminé en poule   |

## Palmarès

### Joueur
- Champion de France (2) : 1987 et 1992
  - Finaliste (1) : 1989

### Entraîneur
- Championnat de France de Pro D2 : 2005

## Autre
Thierry Louvet est propriétaire du bar « La Banane », près du stade Mayol, depuis juillet 2010.